# Morpho reverdini
Morpho reverdini är en fjärilsart som beskrevs av Le Moult 1931. Morpho reverdini ingår i släktet Morpho och familjen praktfjärilar. Inga underarter finns listade i Catalogue of Life.